# Ludovico Tommasi
Ludovico (Lodovico) Tommasi (Livorno, 16 luglio 1866 – Firenze, 7 febbraio 1941) è stato un pittore e incisore italiano.

## Biografia
Nato a Livorno da Isolina Vivoli e Luigi, fratello di Angiolo e cugino di Adolfo Tommasi, in giovane età si iscrive al Conservatorio musicale fiorentino, dove si diploma in violino sotto la guida del maestro Ettore Martini. 
A differenza del fratello Angiolo, Ludovico ha una scarna formazione specifica di pittura (riscontrabile presso i pittori livornesi Marco Lemmi e Natale Betti), ma frequenta stabilmente i pittori della corrente macchiaiola come Telemaco Signorini, Adriano Cecioni, Odoardo Borrani, Giovanni Fattori e in particolare Silvestro Lega, ospiti della villa La Casaccia di Bellariva (Firenze) di proprietà della seconda moglie di Luigi.
Negli anni Ottanta si associa ai principali circoli culturali fiorentini e livornesi, esordendo nel 1884 alla Promotrice Fiorentina e nel 1886 all'Esposizione di belle arti di Livorno con La bellariva sull'Arno a Firenze.
A partire dal 1888 con il fratello Angiolo, Francesco Fanelli, Ferruccio Pagni e Plinio Nomellini, , frequenta il cenacolo artistico del Club La Boheme di Torre del Lago legato al compositore lirico Giacomo Puccini, che lo sceglie come insegnante di musica del figlio.
Nel 1895, in piena fase di svolta divisionista della sua arte, ottiene successi alla Biennale di Venezia con Notti umane, mentre nel 1896 Lago di Massaciuccoli viene acquistato dal re Umberto I alla mostra internazionale della Festa dell'arte e dei fiori di Firenze.
Nel 1905 è tra i promotori del Comitato per l'arte toscana che allestisce la I Mostra d'arte toscana, una sorta di secessione fiorentina ospitata all'interno dei saloni della Promotrice e dove Tommasi ottiene un notevole successo per dipinti e disegni esposti, oltre che per la decorazione della sala dei disegni.
Nel 1907 aderisce alla società Giovane Etruria, fondata dall'amico Plinio Nomellini, che avvia un recupero della tradizione naturalistica toscana in reazione alle avanguardie di inizio secolo.
A partire dagli Anni dieci si interessa di grafica, studiando presso l'Accademia delle arti e del disegno di Ravenna con Vittorio Guaccimanni (1859-1938) e specializzandosi nell'acquaforte; nel 1912 fonda con Celestino Celestini e Carlo Raffaelli (1885-1912) la Libera scuola di acquaforte presso l'Accademia di belle arti di Firenze
In questo periodo, viene premiato all'Esposizione Internazionale di belle Arti di Barcellona per I calafati e partecipa ininterrottamente alla Biennale di Venezia fino al 1936.
Muore a Firenze il 7 febbraio 1941: è sepolto presso il Cimitero delle Porte Sante, il monumento funebre è stato realizzato dallo scultore fiorentino Giuseppe Graziosi.
Tra i suoi allievi, il fiorentino Guido Peyron (1898-1960), Giulio Falzoni, Aroldo Bonzagni, Francesco Chiappelli e il nipote Enrico Tommasi.

## Stile
(Anna Franchi in Arte e Artisti Toscani. Dal 1850 ad Oggi, 1902, pp. 174)
Definito Postmacchiaiolo, vive la prima parte della sua carriera artistica principalmente autodidatta sotto l'influenza dell'amico Silvestro Lega, caratterizzata dalla riproduzione en plein air del vero naturalistico e l'utilizzo di rapidi colpi di colore.
In seguito, il contatto con l'amico Plinio Nomellini (che lo ritrae nel 1885) lo avvicina all'ottica divisionista, con la riproduzione di una natura densa di significati simbolici ed emozionali, dove il paesaggio è inteso come stato d'animo e l'espressione di forti temi sociali, come quello del lavoro in Calafati
Nella fase conclusiva della sua attività, ritorna all'ottica macchiaiola riproducendo scene di interni focalizzate su valori tradizionali e temi appartenenti alla quotidianità.

## Opere principali
- Lago di Massaciuccoli (1879), olio su tavola, Galleria d'arte moderna, Firenze[13];
- Veduta di una città (1880-1890), olio su cartone, Sheffield Art Gallery;
- Capre al pascolo sul greto dell'Arno (1886), olio su tavola, collezione privata;
- L'Arno a Bellariva (1888), olio su tavola, collezione privata;
- Il rammendo (1889), olio su tela, Cassa di Risparmio della Provincia di Chieti;
- Donna seduta sul carro (1890), olio su tavola, collezione privata;
- Autunno (1890-1899), olio su tela, Cassa di Risparmio della Provincia di Chieti;
- Abbeveratoio (1890-1899), olio su cartone, Galleria d'arte moderna, Firenze[14];
- Pagliai (1890-1899), olio su cartone, Galleria d'arte moderna, Firenze[15];
- Strada di campagna (1890-1899), olio su cartone, Galleria d'arte moderna, Firenze[16];
- Guardianella di oche (1892), olio su tavola, collezione privata;
- Due donne al fiume (1897), olio su tela, collezione privata;
- La caduta delle foglie (1897), olio su tela, Museo civico Giovanni Fattori, Livorno[17];
- Lavandaie presso Luco (1898), olio su cartone, collezione privata;
- Dintorni di San Gimignano (1900), olio su tela, collezione privata;
- Il mercato (1900-1910), olio su cartone, Galleria d'arte moderna, Firenze[18];
- Carro con buoi (1900-1910), olio su tela, Palazzo dell′Ente Cassa di Risparmio di Firenze;
- Lavoro nei campi (1900-1910), olio su tela, Palazzo dell′Ente Cassa di Risparmio di Firenze;
- Veleria a Viareggio (1900-1913), olio su tela, Galleria nazionale d'arte moderna e contemporanea, Roma;
- Lavoro in campagna (1902), olio su tela, Fondazione Cariplo, Milano;
- Ragazze sotto gli alberi (1905), olio su tela, Museo civico Giovanni Fattori, Livorno;
- Campagna con olivi (1910-1915), olio su tela, collezione privata;
- I calafati (Fuoco nella chiglia) (1911), olio su tela, Fondazione Livorno;
- Contadina che cuce (1911), olio su tela, Galleria d'arte moderna, Firenze[19];
- Siesta (1912), olio su tela, Galleria d'arte moderna, Firenze[20];
- Fiesole (1912), olio su tela, collezione privata;
- Donna al lavatoio (1913), olio su cartone, Galleria d'arte moderna, Firenze[21];
- Paese toscano (1915-1916), olio su tela, Galleria d'arte moderna, Firenze[22];
- Ingruente nimbo (1920), olio su tela, Fondazione Cassa dei Risparmi di Forlì;
- Donna con bambino (1920-1927), olio su tela, Galleria nazionale d'arte moderna e contemporanea, Roma;
- In famiglia (1922), olio su cartone, Galleria d'arte moderna, Firenze[23];
- Autoritratto (1927), olio su cartoncino, collezione privata;
- Vita semplice (1930), olio su tela, Palazzo dell′Ente Cassa di Risparmio di Firenze;
- Lo spaccapietre (non datata), olio su tela, collezione privata;
- Paese (non datata), olio su cartone, collezione privata;
- Ritorno in fabbrica (non datata), olio su cartone, collezione privata;
- Sosta sotto gli alberi (non datata), olio su cartone, collezione privata;
- Ritratto di Bartolena (non datata), olio su cartone, collezione privata;
- Strada di campagna (non datata), olio su cartoncino, collezione privata;
- Sotto il pergolato (non datata), olio su cartoncino, collezione privata;
- Donne sulla spiaggia (non datata), olio su cartone, collezione privata;